# アウドフレダ
アウドフレダ (ラテン語: Audofleda)は、フランク王クローヴィス1世の姉妹で、東ゴート王テオドリックの妃。493年ごろに結婚したとされているが、正確な結婚年や生没年などは不明である。

## 生涯
テオドリックは、妻を求めるためクロヴィス1世の元に使者を派遣した。娘たちをブルグント王国、ヴァンダル王国、西ゴート王国に嫁がせていたテオドリックは、フランク王国とも婚姻関係を結ぶことで旧西ローマ帝国圏の主だったゲルマン系諸王国すべてと同盟を結ぼうと画策していた。
アウドフレダはもともと異教の信者だったが、結婚にあたりアリウス派の聖職者から洗礼を受けた。テオドリックとアウドフレダの間に生まれた子供は、娘のアマラスンタのみだった。彼女は自身の息子アタラリックの摂政として、また後には自らが国王となり、東ゴート王国を支配した。